# رولاند أريكسون
رولاند أريكسون (بالسويدية: Roland Eriksson)‏ هو لاعب هوكي الجليد سويدي، ولد في 1 مارس 1954 في Borlänge ‏ في السويد.

## وصلات خارجية
- رولاند أريكسون على موقع دوري الهوكي الوطني (الإنجليزية)
- رولاند أريكسون على موقع EliteProspects.com (الإنجليزية)
- رولاند أريكسون على موقع Eurohockey.com (الإنجليزية)
- رولاند أريكسون على موقع HockeyDB.com (الإنجليزية)
- رولاند أريكسون على موقع Hockey-Reference.com (الإنجليزية)